# L'Histoire de Nastagio degli Onesti (troisième épisode)
 Le troisième épisode de L'Histoire de Nastagio degli Onesti (en italien : Nastagio degli Onesti, terzo episodio) est une peinture à tempera sur bois  (83 × 142 cm) de Sandro Botticelli, datée de 1483 et conservée au Musée du Prado à Madrid.

## Historique
Le tableau fait partie d'une série de quatre panneaux probablement destinés à la tête d'un lit nuptial ou à la décoration pour un cassone,  sur commande de Laurent le Magnifique afin de faire un cadeau nuptial à Giannozzo Pucci  et Lucrezia Bini, les deux armoiries familiales apparaissant dans le cadre : les quatre tableaux se trouvent pour trois d'entre eux au Prado de Madrid et un au Palazzo Pucci de Florence.  
Les quatre panneaux restèrent à Florence dans le palais de la famille Pucci jusqu'en 1868, année de leur vente. Par la suite ils passèrent dans diverses collections et, en 1929, Francisco de Asís Cambó en acheta trois aux héritiers de Joseph Spiridon puis en 1941 en fit don au musée du Prado. Le quatrième, appelé  « banquet nuptial », perdu de vue depuis des siècles, réapparaît à Florence en avril 2004, à l'occasion d'une exposition Botticelli-Filippino Lippi au Palazzo Strozzi et n'aurait jamais quitté sa demeure originelle du palais Pucci.

## Thème

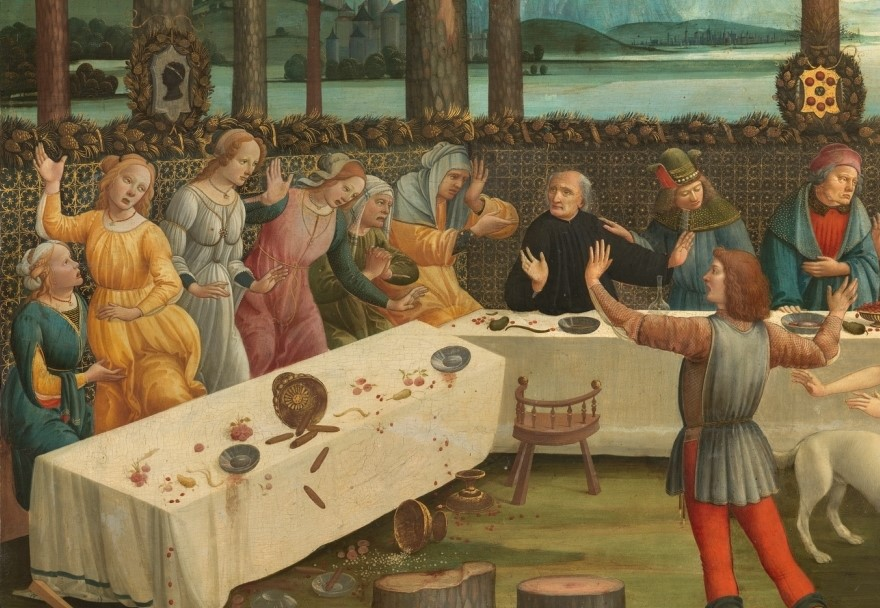
Détail

La nouvelle de Nastagio degli Onesti fait partie de la huitième nouvelle de la cinquième journée du Décaméron de Boccace écrit entre 1348 et 1351, intitulée « L'Enfer pour les amoureux cruels » dédiée aux amours d'abord malheureuses puis se terminant de manière heureuse.
Le troisième épisode se situe dans une pinède près de Ravenne, ville où se déroule l'histoire. Puisque la scène se répète chaque vendredi, l'idée de Nastagio est d'inviter à ce spectacle ses amis, Paolo Traversari, sa femme, sa fille et leurs parentes. Son raisonnement est basé sur l'espoir que celle qu'il aime, en voyant ce spectacle horrible va changer d'avis et lui accorder ses faveurs.
Il organise un banquet pour montrer à ses parents et aux Traversari, famille de la jeune fille de laquelle il est amoureux, la punition sans fin des deux âmes damnées du Purgatoire. 

## Description
La scène se déroule dans le même décor que les deux précédents épisodes (forêt du premier plan, plan d'eau du fond encadré d'une ville fortifiée à gauche  et de montagnes à droite) mais quelques arbres ont été coupés pour faire place à la table du banquet, comme en témoignent les souches du premier plan.
Sur le bord supérieur de la palissade encadrant le lieu du banquet, les armoiries familiales (à partir de la gauche les blasons des Pucci, Médicis et Pucci-Bini) sont accrochées sur des arbres, encadrées par des couronnes de feuilles.
Au centre de la table dressée et occupée sur les bords extérieurs par les convives, la femme pourchassée apparaît soudain,  dévorée aux cuisses par les chiens, un noir et un blanc, suivie du cavalier vêtu d'une cuirasse dorée, l'épée dressée.  Certains  convives réagissent : les femmes sur la gauche se lèvent renversant la table avec toutes les victuailles bien que Nastagio, les épaules tournées, au premier plan cherche à les rassurer. Les hommes du centre montrent moins leur peur ; sur la droite de la table un musicien lève ses  tambours vers les chiens tandis qu'un autre a abandonné son luth sur la table. 
Sur l'extrême droite du tableau, vers les tentes dressées du campement, d'autres personnages semblent ignorer la scène, parmi eux Nastagio explique la scène.

## Analyse
La représentation des détails est minutieuse, la représentation des couverts et du mobilier constitue un intérêt historique particulier. 
Le tableau présente simultanément deux scènes successives, nécessitant le dédoublement du personnage Nastagio. 
L'histoire est essentiellement païenne. La forêt est particulièrement complexe avec des arbres à grands troncs rigides et verticaux forment une sorte de grille en bord de lagune, avec en arrière-plan, transversalement la mer avec quelques barques, se perdant au loin  dans un dégradé de perspective atmosphérique.
La critique est unanime quant à l'attribution de la conception des quatre scènes à Botticelli, mais concernant l'exécution elle considère qu'elle a été en partie confiée à ses assistants, en particulier Bartolomeo di Giovanni pour les trois premières scènes et Jacopo del Sellaio pour la dernière.
Les compositions des quatre tableaux comportent une agréable harmonie spatiale, les couleurs sont vives et la composition naturelle est mesurée. Le caractère narratif est renforcé par la façon médiévale de faire figurer des éléments consécutifs de l'histoire sur le même tableau. 
Le dramatique est associé à l'élégance formelle de figurines élancée, avec les mouvements gracieux des personnages et des animaux, dans une sorte d'atmosphère mêlant fable et réalité.